# Борисов Григорій Григорович
Григорій Григорович Борисов (нар. 24 жовтня 1924, село Котельна Вельського повіту Вологодської губернії, тепер Устьянського району Архангельської області, Російська Федерація — 9 березня 2019, місто Одеса) — радянський діяч, командувач Центральної групи військ, генерал-полковник. Депутат Верховної Ради СРСР 11-го скликання.

## Біографія
Народився в селянській родині. З 1941 по 1942 рік працював у колгоспі.
З 1942 року — в Червоній армії. У 1943 році закінчив Велико-Устюзьке піхотне училище.
Учасник німецько-радянської війни з 1943 року. З червня 1943 року командував стрілецьким взводом і ротою, з грудня 1944 року — заступник командира стрілецького батальйону, з лютого 1945 року — командир батальйону. Воював на Північно-Західному і 2-м Прибалтійському фронтах. Член ВКП(б) з 1944 року.
У 1946 році закінчив військові курси «Постріл». Служив командиром стрілецького батальйону, потім — командиром роти курсантів військового училища. З травня 1951 року — викладач тактики на курсах перепідготовки політичного складу військового округу.
У 1955 році закінчив Військову академію імені Фрунзе.
У 1955—1958 роках — офіцер і старший офіцер відділу штабу військового округу. З лютого 1958 року — начальник відділення штабу мотострілецької дивізії, командир мотострілецького полку, начальник штабу мотострілецької дивізії.
У 1967 році закінчив Військову академію Генерального штабу ЗС СРСР.
З липня 1967 року — начальник відділу управління штабу військового округу.
У 1968—1970 роках — командир дивізії.
З серпня 1970 року — 1-й заступник начальника штабу Одеського військового округу.
У 1973—1976 роках — Головний військовий радник СРСР в Сомалійській Демократичній республіці.
У грудні 1976 — квітні 1979 року — начальник штабу Приволзького військового округу. У 1977 році закінчив Вищі академічні курси при Військовій академії Генерального штабу ЗС СРСР.
З 1979 року — 1-й заступник начальника Головного управління Генерального штабу СРСР.
З1 грудня 1980 — 30 вересня 1984 року — командувач Центральної групи військ.
У 1984—1988 роках — 1-й заступник головнокомандувача військ напряму.
У 1988—1989 роках — представник головнокомандувача Об'єднаних збройних сил держав — учасників Варшавського договору.
Потім —  на пенсії у місті Одесі.

## Військові звання
- генерал-майор
- генерал-лейтенант (.02.1978)
- генерал-полковник (2.11.1981)

## Нагороди
- Орден Жовтневої Революції
- Орден Червоного Прапора
- Орден Олександра Невського
- Орден Вітчизняної війни I ст.
- Орден Вітчизняної війни II ст.
- два ордени Червоної Зірки
- Орден «За службу Батьківщині у Збройних Силах СРСР» III ст.
- Орден Трудового Червоного Прапора
- Орден Богдана Хмельницького II ст.
- Медаль Жукова
- Медаль «За бойові заслуги»
- Медаль «За військову доблесть. В ознаменування 100-річчя з дня народження Володимира Ілліча Леніна»
- Медаль «За перемогу над Німеччиною у Великій Вітчизняній війні 1941—1945 рр.»
- Ювілейна медаль «20 років Перемоги у Великій Вітчизняній війні 1941—1945 рр.»
- Ювілейна медаль «30 років Перемоги у Великій Вітчизняній війні 1941-1945 рр.»
- Ювілейна медаль «40 років Перемоги у Великій Вітчизняній війні 1941-1945 рр.»
- Ювілейна медаль «50 років Перемоги у Великій Вітчизняній війні 1941-1945 рр.»
- Ювілейна медаль «60 років Перемоги у Великій Вітчизняній війні 1941-1945 рр.»
- Ювілейна медаль «65 років Перемоги у Великій Вітчизняній війні 1941-1945 рр.»
- Медаль «Ветеран Збройних Сил СРСР»
- Медаль «За зміцнення бойової співдружності»
- Ювілейна медаль «30 років Радянської армії і флоту»
- Ювілейна медаль «40 років Збройних Сил СРСР»
- Ювілейна медаль «50 років Збройних Сил СРСР»
- Ювілейна медаль «60 років Збройних Сил СРСР»
- Ювілейна медаль «70 років Збройних Сил СРСР»
- Медаль «За бездоганну службу» I ст.
- Медаль «За бездоганну службу» II ст.
- Нагрудний знак «Воїнові-інтернаціоналістові»
- Грамота Президії Верховної Ради Української РСР
- Знак учасника ліквідації наслідків аварії на ЧАЕС
- Орден Червоного Прапора (Чехословаччина)
- Медаль «За зміцнення дружби по зброї» I ст. (Чехословаччина)
- Медаль «За бойову співдружність» I ст. (Чехословаччина)
- Медаль «40 років Словацького Національного повстання» (Чехословаччина)
- Медаль «За бойову співдружність» (Німецька Демократична Республіка))
- Орден «Велика Золота Медаль» (Сомалі)
- Срібна медаль «За трудову доблесть» (Сомалі)
- Медаль «30 років Революційних Збройних сил Республіки Куба» (Куба)
- Медаль «30 років Перемоги над мілітаристською Японією» (Монголія)